# 丁型流感病毒
丁型流感病毒（英文：Influenza D virus）是一种流感病毒，也是正黏液病毒科丁型流感病毒屬（Deltainfluenzavirus）中的一种，可引起流行性感冒。丁型流感病毒可感染猪和牛，但尚未有人受感染的报道。 与甲型、乙型、丙型感染比较，丁型流感病毒的感染病例较不常见，截止目前还没有人体的针对性疫苗。
2011年，丁型流感病毒首次从猪身上被分离，2016年被正式确认为正黏液病毒科的一个属，不同于丙型流感病毒的属（此前曾有一段时间被认为是丙型病毒的一种亚型）。 与丙型病毒一样，丁型病毒拥有7个单链RNA片段，而甲型和乙型则拥有8个单链RNA片段。 丁型与丙型大约有50%的氨基酸组成相似，二者均无亚型/支系分类。